# Super Nintendo CD-ROM Adapter
Le Super Nintendo CD-ROM Adapter (ou CD-ROM Super Nintendo ou SNES-CD en anglais) est un périphérique destiné à la console Super Nintendo, conçu pour lui permettre de lire des jeux vidéo sur CD-ROM, mais qui n'a jamais été commercialisé. 
Son développement débute en 1988, quand Nintendo signe un partenariat avec Sony pour produire un périphérique externe pour la Super Nintendo, capable de lire des CD-ROM. Après plusieurs années de développement, Sony présente une console autonome appelée « Play Station » lors du Consumer Electronics Show de l'été 1991. Cependant, à cause d'un désaccord sur les droits de licence des jeux entre Sony et Nintendo, Nintendo annonce avoir passé un accord avec Philips, le rival de Sony, pour produire le SNES-CD.
Finalement, aucun lecteur de CD-ROM pour la Super Nintendo ne sera produit via le partenariat avec Philips. Sony abandonne Nintendo et décide de travailler seul sur le projet, ce qui aboutira à la PlayStation, une importante concurrente de la future console de Nintendo de l'époque, la Nintendo 64.

## Développement

### Genèse du projet pour Nintendo
Les premières conceptions d'un nouveau format pour les consoles de Nintendo remontent à 1986. Nintendo avait commercialisé au Japon le Famicom Disk System, un périphérique pour la Famicom utilisant des disquettes. La nature magnétique réinscriptible de ces disquettes en faisait un support facilement effaçable (provoquant ainsi une baisse sensible de la durabilité), et exposé au danger de la contrefaçon. Par conséquent, lorsque sont mis au point les différents standards de CD-ROM, Nintendo est très intéressé et demande à Sony de l'aider à développer un lecteur additionnel utilisant ce format pour sa future console Super Famicom. Un accord fut signé en 1988, et le travail commença. Le choix de Sony par Nintendo fut facilité car ceux-ci étaient déjà en collaboration dans la conception de la Super Famicom. En effet, c'est Ken Kutaragi, futur « père de la PlayStation », qui était chargé du développement du processeur sonore SPC-700 chez Sony. Nintendo fut très satisfait de la qualité de ce processeur et du travail de Kutaragi, permettant d'envisager une collaboration pour la conception du lecteur CD-ROM.
Ken Kutaragi s'intéresse au jeu vidéo après avoir vu sa fille jouer à la Famicom. Il conclut un contrat avec Nintendo pour que Sony développe le système audio de la future Super Famicom. Mais comme Sony n'est pas intéressé par le jeu vidéo et ses supérieurs n'acceptent pas le projet. Kutaragi conçoit secrètement la puce, le processeur Sony SPC-700 qui permettait une 
synthèse du son ADPCM 8 canaux dans la Super Famicom/Super Nintendo. La Super Nintendo démontra grâce à ce processeur des capacités audio impressionnantes pour l'époque.
Le succès du projet pousse Nintendo a entrer en partenariat. C'est alors que Kutaragi est appuyé par Norio Ohga (Président de Sony) et le projet continue. Sony et Nintendo souhaitent développer un périphérique CD-Rom pour la Super Nintendo. En parallèle de ce périphérique, Sony désire commercialiser une console capable d'utiliser les deux types de jeux, les jeux Super Nintendo et les jeux SNES-CD.

### Partenariat avec Sony
En 1988 le contrat entre Nintendo et Sony est signé,. Sony planifia aussi le développement d'une console sous son propre nom mais compatible avec les cartouches de jeux Nintendo, permettant à Sony d'intégrer le marché du jeu vidéo, au détriment de la domination de Nintendo. En 1991, le SNES-CD était sur le point d'être annoncé aux CES du mois de juin. Cependant, quand le président de Nintendo Hiroshi Yamauchi a relu le contrat original de 1988
entre Sony et Nintendo, il se rend compte que l'accord passé accorde à Sony les droits sur tous les jeux au format SNES-CD.  
Nintendo avait en effet sous-estimé leur potentiel commercial en dehors des jeux de karaoké, dans lesquels Sony devait se spécialiser. Mais en trois ans, les lecteurs CD de Sony commencent à envahir les salons, le développement de jeux classiques sur CD se précise, et Nintendo se rend compte que le contrat qu'il a signé l'oblige à faire une croix sur ses fameuses royalties, si juteuses dans son modèle économique. Il lui faut une solution de recours. Le président de Nintendo Hiroshi Yamauchi envoie Nintendo of America négocier un partenariat plus favorable avec Philips. 

### Annonce du projet et partenariat avec Philips
En juin 1991 lors du Consumer Electronics Show, Sony annonce le « Play Station », qui est une console compatible avec la Super Nintendo. La console est attendue pour la fin d'année, son prix de lancement annoncé est d'environ 400 $, le double d'une Super Nintendo, mais équivalent au prix du SNES-CD et d'une Super Nintendo.
Mais dans les jours qui suivirent, Nintendo dévoile son nouveau partenariat avec Philips. En effet, au lieu d'annoncer leur association 
le jour du CES, le directeur de la filiale américaine de Nintendo Howard
Lincoln est monté sur la scène et révéla qu'ils étaient maintenant en partenariat avec Philips. Lincoln et Minoru Arakawa se sont rendus au siège de Philips en Europe, sans en informer Sony, et ont formé une alliance d'une nature totalement différente : une alliance qui donnerait le pouvoir total à Nintendo sur ses licences sur les machines de Philips. Les deux constructeurs se sont entendus sur la réalisation d'un lecteur CD qui se connecterait à la Super Nintendo. Il doit par ailleurs être capable de lire les CD audio et être compatible avec la norme CD-i et les lecteurs CD-i de Philips.
L'annonce du CES fut un véritable choc. Non seulement ce fut une 
énorme surprise (Sony avait juste décidé, la nuit précédente, du nom du 
projet commun sous la marque Play Station), mais cela a été perçu par 
beaucoup dans la communauté des affaires japonaises comme une trahison 
fatale : une compagnie japonaise snobant une autre compagnie japonaise 
en faveur d'une firme européenne était absolument impensable. De plus le public se retrouvait perdu par les annonces de Nintendo.

### Suite et abandon du projet
Après l'effondrement du projet commun, Sony pensa arrêter les recherches. Finalement, la compagnie décida de poursuivre le développement du projet, dans l'espoir d'une amélioration des rapports avec Nintendo, tout en commençant à penser à une console totalement indépendante de Nintendo. Cette décision motiva Nintendo à poursuivre Sony pour rupture de contrat devant la cour fédérale des États-Unis, et tenta d'obtenir une interdiction de commercialisation de la Play Station, avec comme argumentation que Nintendo possédait les droits sur le nom. Le juge fédéral a finalement refusé l'interdiction.
Ainsi, en octobre 1991, le premier modèle de la Sony Play Station a été révélé ; environ 200 prototypes sont créés, et les premiers logiciels sont développés dans l'espoir d'un nouvel accord entre Nintendo et Sony. En 1992, un accord est trouvé permettant à Sony de produire des périphériques compatibles avec la Super Nintendo. Mais Nintendo garde le contrôle sur les droits des jeux,. Finalement aucun périphérique n'est produit, car la bonne entente entre les deux entreprises est finie. Sony préfère finalement développer sa propre console de nouvelle génération, la PlayStation,,.
Après l'arrêt du partenariat avec Sony, et même au moment de l'accord de 1992, Nintendo continue à développer son partenariat avec Philips , semant encore plus la confusion. L'accord avec Philips apporte quelques jeux pour sa console CD-i, mais aucun périphérique ne sera créé pour la Super Nintendo,. De plus le CD-i fut un échec commercial.

## Découverte et réparation d'un prototype
En 2015 plusieurs photos et vidéos d'un prototype sont diffusées sur internet. Il s'agit de photos du fils de l'ancien PDG de Sony, Olaf Olafsson aurait gardé un prototype de « Play Station » quand il a quitté Sony pour Advanta. Le prototype aurait été vendu a Terry Diebold et retrouvé par son fils Dan. Ce prototype portant le nom de « Sony PlayStation SFX-100 » a été retrouvé avec une cartouche blanche au format Super Famicom (qui est en fait une cartouche de boot contenant un BIOS et de la mémoire RAM), ainsi qu'avec une manette de Super Nintendo mais estampillée « Sony PlayStation ». Le nom de Nintendo ne figure nulle part sur cet appareil. Celui-ci est parfaitement fonctionnel en ce qui concerne les jeux cartouches de la Super Nintendo; cependant, aucun son ne sort de cette console, et le lecteur CD n'est pas fonctionnel. Sur le tiroir du lecteur CD-ROM figure le nom et le logo SuperDisc, qui apparaît également en tant qu'écran de boot lorsque la console est allumée. Ce nom est celui du format de disque propriétaire développé pour l'occasion. 200 prototypes du Sony Playstation SFX-100 auraient été conçus, 199 auraient été détruits, rendant l'exemplaire de Terry Diebold unique au monde.
En mars 2016, la ROM de boot du lecteur de CD prototype de la SNES est distribuée de manière anonyme, une vidéo est également disponible ainsi qu'une documentation technique anciennement confidentielle. En effet, Tomomi Abe, un employé de Sony a travaillé sur le lecteur CD-ROM d’une machine non spécifiée d’après le brevet numéroté US5285275A. Grâce à un émulateur, des développeurs passionnés ont réussi à développer un premier homebrew. Ce homebrew est un portage de Magic Floor. Magic Floor est un jeu spécialement conçu pour tester les émulateurs des différentes consoles. Le jeu ne fonctionne pas sur le prototype lui-même, prototype qui est maintenant appelé SuperDisc System, mais sur un émulateur NO$SNS. En juillet 2016 est annoncé le tout premier jeu complet pour cette console, dénommé Super Boss Gaiden, développé là-encore par des passionnés et jouable uniquement sur émulateur.
En juillet 2016 une énorme avancée a eu lieu sur la chaîne Youtube The Ben Heck Show. Un ingénieur en électronique et passionné de jeux vidéo, Benjamin Heckendorn, s'est penché sur cette console unique qui lui a été confiée par Dan Diebold et son père dans le but de lui rendre toutes ses capacités manquantes, à savoir le son et la fonctionnalité CD-ROM. Après un examen poussé, ces deux pannes étaient dues à un condensateur défectueux et des fils soudés corrigeant les pistes électroniques : après remplacement de ce dernier et retrait de ces fils, la SFX-100 sort désormais de l'audio, et la fonctionnalité CD-ROM est de nouveau opérationnelle. Cette réparation laisse la porte ouverte à de futurs exploits, comme faire tourner éventuellement des jeux au format CD-ROM sur ce prototype mythique. Cependant, après analyse, les différents fils électriques soudés sur la carte-mère et retirés par Benjamin heckendorn avaient pour but de désactiver volontairement le lecteur de CD-ROM pour des raisons encore inconnues aujourd'hui. Selon l'ingénieur, le lecteur de CD-ROM a quelques problèmes de conception (celui-ci fait du bruit) et en y insérant un disque audio, l'afficheur LCD affiche "No disc", ce qui laisse sous-entendre un problème de lentille laser empêchant la détection des disques. 
En novembre 2016, et après quelques mois de recherches, Benjamin Heckendorn a découvert que le lecteur de CD-ROM de la SFX-100 n'était pas un modèle unique créé pour ce prototype mais était déjà utilisé dans des chaînes Hi-Fi de la marque Sony (Sony Boombox) au début des années 1990. Il décida donc de remplacer le lecteur de CD-ROM du prototype, dont la lentille était défectueuse, par un lecteur récupéré sur un Sony Boombox. Désormais, la SFX-100 reconnaît les disques audio et la totalité de leurs pistes, mais aucun son ne sort de la console (sauf des sons parasites). En revanche, le prototype refuse de démarrer un homebrew gravé sur un CD-R. Selon Benjamin Heckendorn, il y aurait un problème de transmissions de données entre le lecteur CD-ROM et la carte-mère du prototype, qu'il va se charger de résoudre dans les prochains mois. Cette autre avancée dans la réparation de ce prototype unique a néanmoins permis de découvrir une fonction : lorsqu'un jeu Super Nintendo est inséré dans la console et qu'un CD audio est inséré dans le lecteur, le fait d'appuyer sur le bouton "Play" de l'afficheur de la SFX-100 coupe instantanément le son du jeu pour basculer sur le son du CD audio (même si dans les faits actuellement, aucun son ne sort), permettant ainsi de jouer à un jeu Super Nintendo tout en bénéficiant des pistes d'un CD audio.
En avril 2017, Benjamin Heckendorn a définitivement réparé le prototype (ses réparations ont été filmées en direct via deux streamings YouTube sur sa chaîne) : désormais, la lecture de CD audios fonctionne parfaitement (le BIOS de la machine fait apparaître désormais la mention "MUSIC DISC"), et la lecture de jeux gravés sur disques fonctionne également (il s'agit dehomebrews, puisque aucun jeu n'a été créé sur disque pour ce prototype). Bien qu'un homebrew simple nommé Magic Floor se lance correctement avec cependant quelques bugs graphiques, le jeu Super Boss Gaiden gravé sur disque refuse de se lancer. Selon Benjamin Heckendorn, le problème provient soit de la gravure du CD contenant l'homebrew, soit de la mémoire RAM de la cartouche de BIOS qui est trop limitée en capacité. Il tentera de changer la mémoire RAM ultérieurement afin de vérifier sa théorie. Cependant et de façon classique, Super Boss Gaiden a pu être lancé sur ce prototype via une cartouche modifiée de Super Nintendo (et qui donc, par définition, pourrait être aussi lancé sur une Super Nintendo classique).
Pendant son ultime réparation, Benjamin Heckendorn a cependant précisé que, contrairement aux rumeurs nées pendant les années 1990 au sujet du partenariat entre Sony et Nintendo pour élaborer cette console, cette dernière est techniquement ni plus ni moins qu'une Super Nintendo greffée d'un lecteur de CD-ROM : ainsi, la puissance de la console reste en 16 bits, l'ajout du lecteur CD-ROM n'augmentant pas ses capacités audio et vidéo (contrairement par exemple au Mega CD de SEGA pour sa Mega Drive). Si des jeux avaient été créés pour cette console, leur rendu visuel aurait été identique aux jeux Super Nintendo en format cartouche.

## Héritage
Ken Kutaragi et Sony poursuivent le développement de leur propre console, ce qui mène à la PlayStation en 1994 . La console de jeux vidéo de cinquième génération, produite par Sony Computer Entertainment basée uniquement sur le support CD.  Le 18 mai 2004, soit près de dix ans après son lancement, Sony annonce avoir distribué 100 millions de consoles dans le monde  et plus de 962 millions de jeux PlayStation. C'est un immense succès commercial face à la Nintendo 64 qui utilise encore les cartouches. Celle-ci ne se vendra qu'à environ 30 millions d'exemplaires.
La rupture de l'accord entre Sony et Nintendo est vue par certains comme étant une énorme erreur commerciale pour Nintendo. Puisque c'est de cette manière que son plus important rival naîtra,. Nintendo ne réalisera pas de console basée sur un support disque avant le GameCube, qui utilise un format propriétaire, le disque optique Nintendo.

## Jeux
Les jeux envisagés au format CD-ROM ont été transférés au format cartouche, ou annulés.
- Secret of Mana, sorti sur cartouche ;
- Chrono Trigger, sorti sur cartouche ;
- Rayman, sorti sur Jaguar, PlayStation, Saturn et PC ;
- The 7th Guest, sorti sur CD-i.